# Deckare
Deckare eller detektivroman, ofta också kallat kriminallitteratur, är en genre inom populärkultur vars verk har en berättelse där huvudtemat är att skildra ett eller flera brott, medan den skyldiges identitet ofta är ett mysterium för läsaren. Genren finns som roman ("kriminalroman"), novell, spelfilm, TV-serie och tecknade serier. Ordet deckare har sitt ursprung ur ordet detektiv, eftersom huvudpersonen ofta är en privatdetektiv, men berättelsen kan också kretsa kring en kriminalpolis eller någon annan problemlösare (journalist, präst, psykolog etc), eller kring den skyldiga.

## Deckaren och dess subgenrer
Deckare är i vid mening den skönlitterära genre som sorteras under spänningslitteratur och som handlar om brott, hur de klaras upp, olika brottslingar och deras motiv. Genren särskiljs ofta från annan skönlitteratur i bokhandlar (egna avdelningar), litterära tidskrifter och prisutdelningar. Genren har flera egna litterära priser, inklusive Edgarpriset, Shamus award, Dagger-priserna och i Skandinavien Glasnyckeln. Dock är linjen mellan deckare och andra genrer såsom thriller, rysare och actionfilm å ena sidan och psykologiska och sociala romaner å andra sidan långt ifrån alltid glasklar. 
Grovt sett finns det tre typer av deckare: de som utvecklats ur skälmromaner, de "tänkande" detektiverna, samt de vetenskapliga detektiverna. Ur dessa har flera underavdelningar uppstått, som:
- Pusseldeckare
- Hade-jag-bara-vetat
- Brottslingen som hjälte
- Inverterad deckare
- Den hårdkokta deckaren
- Psykologisk thriller
- Procedur-deckare
- Socialdeckare
- Historisk deckare
- Verkliga brott
- Komisk deckare
- Spionroman
- Övernaturlig deckare
- Science fiction-deckare
- Parodi-deckare[2]

Dessa subgenrer har blandats och gränserna emellan dem är mycket oklara. Gemensamt för dessa subgenrer är att ett eller flera brott och deras upplösning står i centrum. Mord är det vanligaste brottet, dels eftersom det är det mest spännande brottet ("det är när själva vår existens står på spel, när döden kommer in i bilden, som det plötsligt blir mer än småintressant. Då ställs allt på sin spets." enligt Per Olaisen), dels eftersom brottet är oåterkalleligt, inte lämnar något offer som kan vittna och ofta har ett strängt straff.
Deckargenren som helhet har haft sina största framgångar och främsta namn i den anglosaxiska världen.

### Genrens regler
Eftersom deckare är ett vitt begrepp kan det vara svårt att sätta upp några entydiga beskrivningar av hur en deckare "ska" se ut. Det har dock genom tiderna gjorts flera försök: S.S. Van Dine publicerade i september 1928 en lista över 20 regler, medan Ronald Knox gjorde en lista över 10 regler 1929. Bland dessa regler märks:
- Läsaren måste ha samma chans som detektiven att lösa mysteriet. Alla ledtrådar måste vara redovisade. Detta kallas rent spel eller "fairplay"
- Brottslingen måste ha figurerat tidigt i berättelsen
- Alla övernaturliga lösningar ska avfärdas under utredningens gång
- Brottslingen måste hittas genom logiska slutsatser - inte av en olycka, slump eller omotiverad bekännelse
- Detektiven får inte själv vara brottslingen

### Vanliga termer och berättargrepp
Följande är en översikt över några termer som återkommer i deckare eller diskussioner om deckare:
- Villospår ("red herring") är en ledtråd som leder åt fel slutsats
- Alibi är en misstänkts bevis för att vara oskyldig
- Motivet är brottslingens orsak att begå brottet
- Fåtöljdetektiv är en problemlösare som hittar svaret på gåtorna genom skarpsinne, snarare än att undersöka ledtrådar och ibland utan att ens flytta sig ur sin fåtölj. Typexemplet är Rex Stouts böcker om Nero Wolfe.
- Doktor Watson är en kompanjon till detektiven, vars funktion är att vara läsarens representant och ofta berättare. Namnet kommer från Sherlock Holmes följeslagare.
- Samling i biblioteket - när detektiven i slutet av berättelsen samlar de misstänkta för att ge en föreläsning om hur brottet gick till, och avslöjar den skyldige. Numera är detta en ganska ovanlig berättarteknik i böcker, men förekommer fortfarande ofta på film och TV.
- Utmaning till läsaren - där författaren bryter den fjärde väggen genom att utmana läsaren att lösa gåtan innan detektiven (det vill säga författaren) avslöjar det rätta svaret. I vissa fall redovisar författaren till och med på vilka sidor ledtrådarna som är nödvändiga för att lösa gåtan finns, såsom i Ellery Queens första nio böcker.
- Det låsta rummet och upp i rök är två subgenrer till pusseldeckaren, där gåtan handlar om hur ett "omöjligt" brott begåtts
- Meddelande från den döde är en återkommande gåta, där offret innan sitt frånfälle lämnat en kryptisk ledtråd till mördarens identitet

## Historia

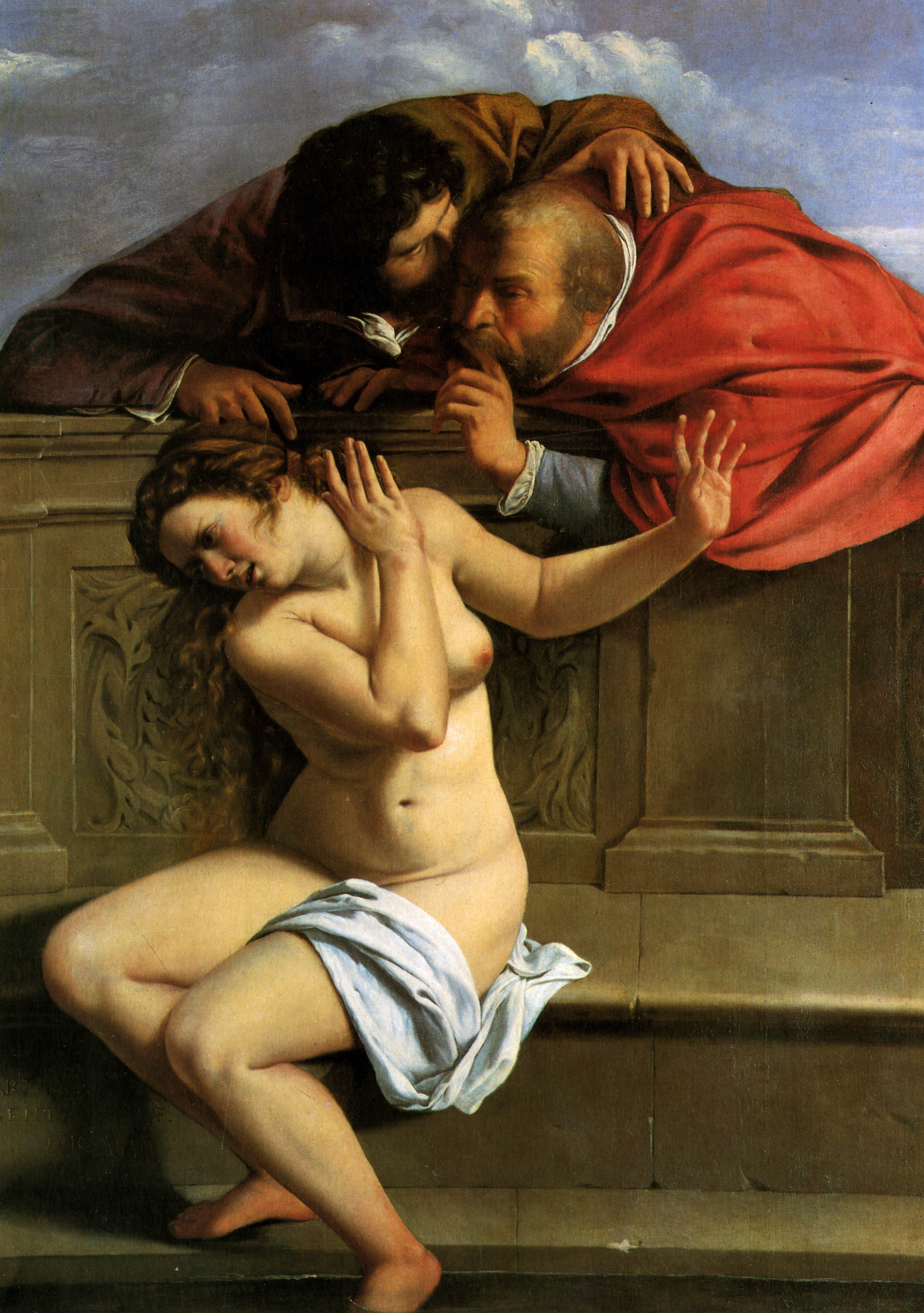
I apokryferna finns berättelsen om Susanna i badet som innehåller ett tidigt korsförhör. Bild av Artemisia Gentileschi.

### Förhistoria
Berättelser om brottsutredningar finns från de tidigaste skrivna källorna. I en inledning till Great Short Stories of Detection, Mystery, and Horror från 1929 anger deckarförfattaren Dorothy L. Sayers fyra tidiga förfäder till genren: två berättelser från Tillägg till Daniel ur Gamla testamentet, en berättelse från Herodotos och en av Herakles myter. I berättelsen om Herakles och Kakos, menar Sayers, är Kakos en av de första i litteraturhistoren att falsifiera bevis för att förvirra sin förföljare. I Herodotos berättelse om kung Rhampsinitus används, enligt Sayers, för första gången i litteraturhistorien det låsta rummet som huvudtema. I den apokryfiska berättelsen om Susanna i badet (ca 150 f.Kr) förekommer ett förhör där hjälten Daniel bevisar att två vittnen ljuger genom att poängtera skillnaderna i deras vittnesmål; och i berättelsen om Daniel och Bels präster ges en tidig motsvarighet till samma låsta rummet-tema som i Herodotos berättelse. Genom listiga knep lyckas Daniel komma fram till att prästerna äter upp alla de offergåvor som ges till draken i Bel.
I ett annat antikt västerländskt exempel på ett tema som angränsar kriminalfiktionen, Sofokles tragedi Kung Oidipus (från ca 429-427 f.Kr), utreder Oidipus mordet på sin far utan att veta att det är han själv som begått det. Liksom i många övriga västerländska kriminalliknande berättelser fram till Upplysningstiden bygger Oedipus efterforskningar på övernaturliga och knappast helt rationella metoder, såsom Teiresias skärskådning. I Kina skrevs under Mingdynastin (1368 - 1644 e.Kr) folkberättelser om till exempel domarna Bao Gong An respektive Di Renjie. De senare baserades på berättelser om en verklig domare som levde ca 630-700 e.Kr. En ytterligare tidig inspirationskälla kan vara de mysteriespel som framträdde under den europeiska medeltiden. Liknande verk, fast självbiografiska, skildrade den franske före detta förbrytaren och senare polischefen Vidocq (1828). Samma typ av skälmhistorier finns på många språk. I Sverige finns exempelvis Lasse-Majas Robin Hood-artade brottsturné som gavs ut i biografiform 1833.
Den brittiska författaren och kritikern Julian Symons menar dock att de anförda exemplen från exempelvis Herodotos knappast uppgår till något mer än pussel eller gåtor, och att även om pussel förvisso är en viktig del av deckare, är det överdrivet att säga att det skulle röra sig om tidiga exempel på kriminalfiktion. Däremot menar Symons att exemplen från Daniels bok, som bara finns i den grekiska versionen, där skiljer ut sig, eftersom det också finns ett element av straff inbyggt. Berättelserna från Tillägg till Daniel är didaktiska och visar på hur man borde bete sig, ett inslag som Symons menar är en viktig del av kriminalgenren åtminstone fram till artonhundratalets mitt: de kriminella görs till de andra som klargör gränsen till det socialt accepterade beteendet.
I många hämnddramer finns det inslag som påminner om kriminalromanen, bland annat tragedier från sen elisabetansk tid, kanske allra tydligast i The Revenger's Tragedy, förmodligen skriven av Thomas Middleton, men även i William Shakespeares Hamlet. Litteraturvetaren Gamini Salgado har identifierat hur den narrativa strukturen i Agatha Christies deckare från 1930- och 40-talen nästan helt motsvarar den femdelsstruktur som Seneca den yngres blodiga tragedier om kungafamiljers fall från första århundradet efter Kristus bygger på:
1. Exposition av de skeenden som leder fram till hämnd eller undersökning
2. Anticipation där hämnaren planerar sin hämnd eller detektiven inleder sin undersökning
3. Konfrontation där hämnaren eller detektiven konfronterar sin motpart
4. Delvis utförande av planen, där förövaren temporärt ställer planen på ända
5. Färdigställande av hämnd eller undersökning, där rättvisa skipas.

Salgados modell är en förfinad variant av Aristoteles Poetik, med ytterligare betoning av peripeti – i steget med det delvisa utförandet av planen – och anagnorisis, "upptäckten" eller "insikten", när hjälten får insikt och kunskap. Både peripetin och anagnorisis är centrala element av kriminalromanen.

### Efter upplysningen
I skönlitterär form kan Voltaires historiska roman Zadig (1747) vara den första där det finns deckarinslag. I kapitel 3 lär sig huvudpersonen Zadig att läsa naturen och använder den för att dra slutsatser om saker han inte sett med egna ögon. (Sekvensen lär enligt samtida kritiker ha varit inspirerad från en äventyrsberättelse av en chevalier de Mailly, som översatt den från en persisk förlaga.) Men även E.T.A. Hoffmann skrev noveller med kriminella inslag. 1839 kom Philip Meadows Taylors roman Confessions of a thug om den indiska thagger-kulten, som blev en bästsäljare.
Under 1800-talet kom flera kriminalberättelser, inklusive norrmannen Maurits Hansens roman Mordet på Maskinbygger Rolfsen (1839) och Carl Jonas Love Almqvists novell Skällnora kvarn (1838), som bägge följer brott och brottsundersökningar.

### Edgar Allan Poe

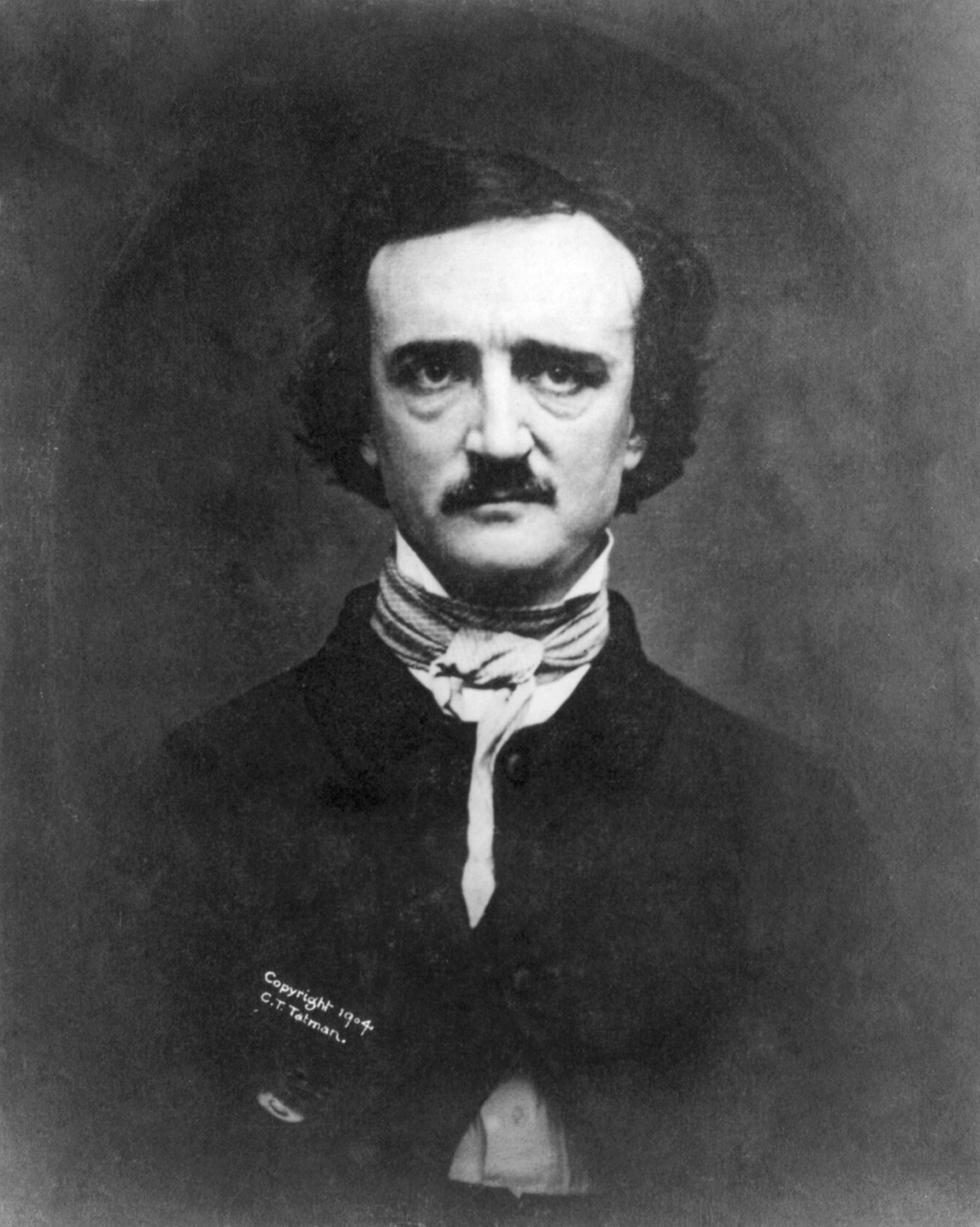
Edgar Allan Poes berättelser skapade den moderna deckar-berättelsen.

Den som brukar anges som skapare av den genre som vi idag känner igen som deckare är Edgar Allan Poe. Inspirerad av Hoffman och Voltaire, samt av samtida nyhetsrapportering, skrev han i 30-35-årsåldern tre noveller om C. Auguste Dupin, en bohemisk intellektuell man som har som hobby att lösa gåtor. Den första novellen, Morden på Rue Morgue (1841), handlade om ett mord i ett låst rum. De två andra, Mysteriet Marie Rogêt (1842-43) och Det undansnillade brevet (1844) innehöll en variation av samma element: amatördetektiven som följer en bana av intuitiv logik, knivskarp observationsförmåga och klarsynta slutsatser, samt en kompanjon i form av en namnlös berättare. "Poes historier är pussel – det är fråga om listiga intriger, där amatördetektivens logiska stringens ställs på svåra prov, och där ledtrådarna redovisas på ett något så när ärligt sätt" skriver Jan Broberg.
Mysteriet Marie Rogêt är dock annorlunda än de andra två ur en aspekt: intrigen bygger på en samtida välkänd sensation, nämligen det ännu ouppklarade mordet på cigarrflickan Mary Rogers. Verklighetens mord ägde rum i New York, men i novellen flyttades det till Paris. Liksom de två andra Dupin-novellerna publicerades det som följetong i tidningar, så när nya bevis hittades innan sista delen skulle publiceras, ändrade Poe slutet av historien. Den mycket analytiska stilen, framför allt i fokus på obduktionsdetaljer, har troligen utgjort inspirationen till efterföljaren Sherlock Holmes. I den första romanen om Holmes nämns till och med Dupin vid namn.
Det undansnillade brevet å andra sidan är unik bland de tre Dupinnovellerna i och med att det inte begås något mord utan enbart utpressning.

### Mellanperioden

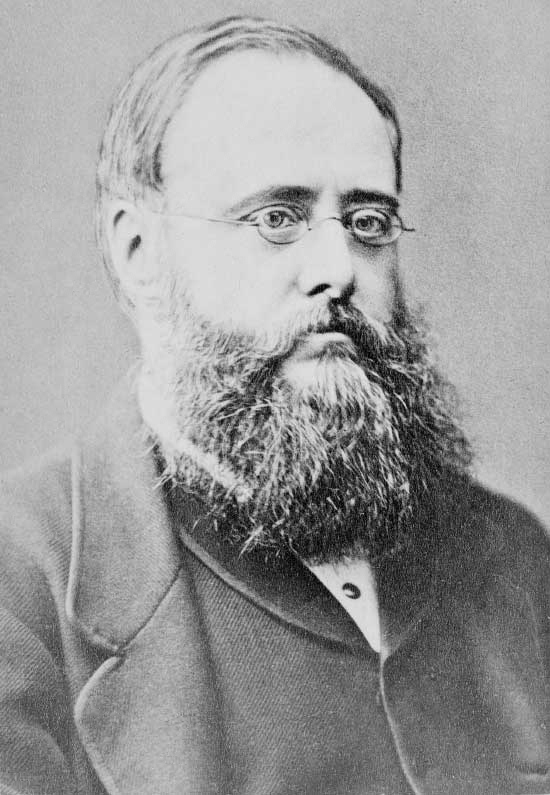
Wilkie Collins skrev några av de första kriminalromanerna.

Poes noveller blev inte någon ögonblicklig försäljningsframgång och det skulle dröja närmare 40 år innan deckargenren skulle få sitt stora genombrott. I mellanperioden kom dock några viktiga verk. I Charles Dickens Bleak House (1853) förekommer för första gången en detektiv (Inspector Bucket) i en av huvudrollerna, vars roll bland annat inbegriper att utreda ett mord bland människor med falska identiteter. 1859-60 gav Dickens lärjunge och svåger Wilkie Collins ut boken The Woman in White (på svenska Det hvitklädda qvinnan, 1861), som ibland betraktas som en av de första deckarmysterierna. Men Collins största bidrag till genren blev Månstenen 1868, som T.S. Eliot har beskrivit som "den första, längsta och bästa bland detektivromaner". Månstenen etablerar många av de drag och sekvenser som man återfinner i senare deckare:
- ett brott i ett hus på landet
- ett "inside job"
- en berömd detektiv (Sergeant Cuff)
- en klantig lokal poliskår
- vittnesförhör på plats
- falska misstänkta
- den minst sannolike misstänkte visar sig vara den skyldige
- ett mord i ett låst rum
- en rekonstruktion av brottet
- en extra vändning i slutet av historien

Utanför det engelska språkområdet kom fransmannen Émile Gaboriaus verk om Monsieur Lecoq, en detektiv som är anställd av Sûreté, att bli mycket populära. Gaboriau skrev sammanlagt 21 romaner under 13 år. De flesta av dem finns online, här.
Under samma period gavs det ut massvis av så kallade "casebooks", som realistiskt skildrade polisers arbete med att utreda brott. De flesta utgavs av anonyma författare och har inte givits ut igen.

### Sherlock Holmes

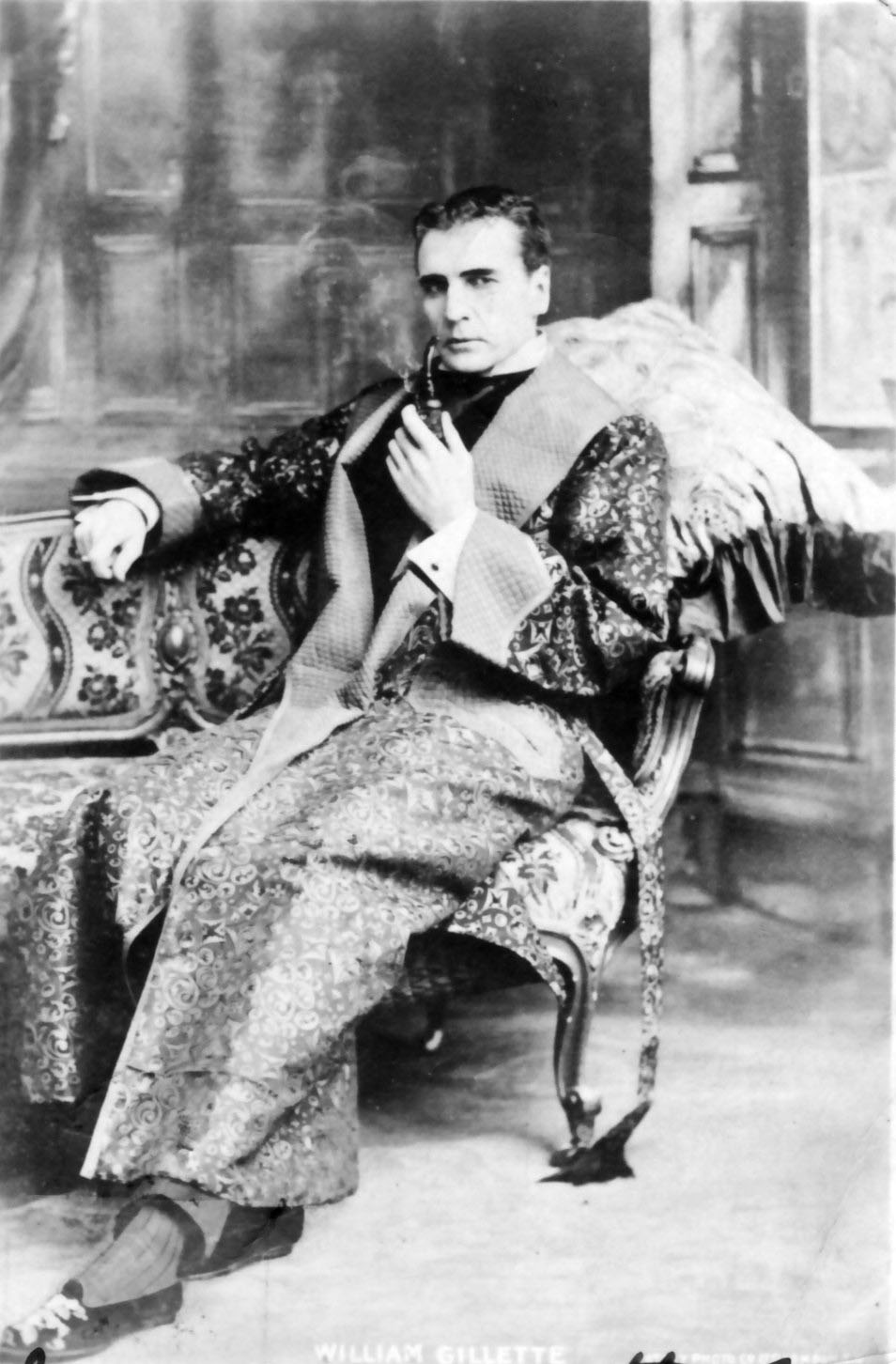
Skådespelaren William Gillette spelade Sherlock Holmes under många år, på teater, radio och film, och formade för alltid hur rollfiguren skulle se ut.

Läkaren Sir Arthur Conan Doyle hade i brist på patienter börjat skriva noveller och casebooks. 1887 publicerades dock romanen En studie i rött med huvudpersonen Sherlock Holmes i tidningen Beeton's Christmas Annual. Den var inspirerad av både Herman Melville och Robert Louis Stevenson samt naturligtvis Poes noveller om Dupin. Den blev en succé och snart kom fler berättelser om Holmes och hans följeslagare, berättaren Doktor Watson. Holmes förekommer som huvudperson i fyra romaner och femtiosex noveller, de flesta publicerade som följetong i tidningen The Strand från 1887 och många år framöver. Berättelserna blev så spridda att läsekretsen knappt accepterade något annat från Doyles penna än historier om Holmes. Framgången låg dels i den utmärkta karaktärsskildringen av den genialiske Holmes (som baserades på Conan Doyles mentor Joseph Bell), dels i den levande beskrivningen av Londons två världar: den aristokratiska viktorianska eran och den brottsliga undre världen. När Conan Doyle 1893 lät Sherlock Holmes avlida i envig med sin ärkefiende professor Moriarty i Det sista problemet, blev läsarstormen så stor att Conan Doyle tio år senare blev tvungen att återuppliva Holmes. Doyles sista Holmes-novell dröjde ända till 1927.
Sherlock Holmes genomslag kan knappast överskattas. Rollfiguren är fortfarande levande på film, TV och i bokform. Guinness rekordbok rapporterar att Holmes är den rollfigur som funnits med i flest filmer. Över 70 skådespelare har spelat rollen i över 200 filmer. 

### I Holmes kölvatten
Conan Doyle fick tidigt efterföljare. De flesta anammade och förfinade Holmes vetenskapliga sida, men det fanns även en stor trend att skriva om skälmar och lurendrejare. Till de senare räknas till exempel fransmannen Maurice Leblancs mästertjuv Arsène Lupin (från 1905). Lupin blev mycket populär, framför allt i den fransktalande världen och medverkade i 20 verk av Leblanc och därefter i en hel rad böcker av andra författare. Gemensamt för Lupin och andra verk om mästertjuvar är att de ofta innehåller förklädnader och tjuvar som stjäl från de mycket rika, samtidigt som de överlistar polisen.
Trenden att fortsätta i Holmes vetenskapliga ådra började med författarparet L. T. Meade (pseudonym för Elizabeth Thomasina Meade Smith) och Robert Eustace (pseudonym för Clifford Halifax). Deras bana började i början på 1890-talet, med berättelser såsom Without witnesses (1894, online här). Deras verk innehöll kunskap om kryptografi, kriminologi, biologi och många andra vetenskaper. Flera av deras verk har kvinnliga huvudpersoner. Den här sortens deckare skrevs vid denna tid av bland andra Israel Zangwill (som 1891 befäste det slutna rummet som en subgenre till deckaren), Melville Davisson Post (Uncle Abner, 1896) och Edgar Wallace (The four Just Men, 1905), men störst av dem är troligen Jacques Futrelle (1906) och R. Austin Freeman (1907), vars problemlösare Augustus S.F.X. Van Dusen (alias Tankemaskinen) respektive Dr John Thorndyke blev mycket inflytelserika. Futrelles berättelser börjar ofta med ett bisarrt eller surrealistiskt problem som alltid får sin förklaring av den logiske Tankemaskinen. Freeman å sin sida brukar anges som skapare av subgenren den inverterade deckaren, med novellen The Singing Bone (1912). I den inverterade deckaren begås vanligen ett brott som synes vara "perfekt", det vill säga saknar ledtrådar till den rätta brottslingen, men där problemlösaren hittar en oväntad ledtråd.
Samtidigt utvecklades ett annat grepp, nämligen fåtöljdetektiven. Från omkring 1901 presenterade Baronessan Orczy en serie noveller där problemlösaren löser mysteriet genom att analysera tidningarnas rapporteringar. Men det är med G.K. Chestertons filosofiska och religiösa kriminalnoveller med den katolske prästen Fader Brown (från ca 1904) som den här typen av deckare får sin stora framgång. Fader Brown ställs ofta inför paradoxer som löses genom att man helt byter synsätt, snarare än genom att leta efter ledtrådar eller förhör vittnen.
Senare kom två andra namn med viktiga bidrag till genren: det ena Mary Roberts Rinehart, som 1908 skapade det som senare har blivit kallat Hade-jag-bara-vetat, där mycket av intrigen hänger på att huvudpersonen inte rapporterar ett mystiskt samtal till polisen och därmed riskerar flera människors liv. Rinehart är även källan till uttrycket "The Butler did it", även om hon aldrig själv använde det. Det andra viktiga bidraget kom från E. C. Bentley vars enda storverk, Trents sista detektivbragd (1913) dels innehåller en labyrintlik intrig, dels lyckas parodiera hela deckargenren.

### Guldåldern
Efter första världskrigets slut skulle dessa tre linjer (ledtrådsletarna, fåtöljdetektiverna och skälmarna) få varsitt uppsving. Störst uppmärksamhet fick fåtöljdetektiverna, med början 1920. Det året publicerades nämligen Agatha Christies första roman, En dos stryknin. Liksom Dorothy L. Sayers, som debuterade 1923 med Lord Peters största affär, fick Christie mycket uppmärksamhet, både från läsare och litteraturkritiker. Bådas böcker bygger på intrikata händelseförlopp samt minnesvärda rollfigurer, Hercule Poirot (med sina "små grå celler") respektive Lord Peter Wimsey. Tack vare deras försäljningssuccéer spreds deckargenren till allt fler läsare och därför också fler författare. Perioden 1920-1939 kallas därför ibland för deckargenrens guldålder.
Bland de författare som anses särskilt anmärkningsvärda nämns ofta kusinerna bakom pseudonymen Ellery Queen (från 1929) samt John Dickson Carr (vars specialitet var det låsta rummets mysterium, från 1930). Sammanlagt skrev de över 130 böcker och blev mycket inflytelserika. Framför allt Carrs föreläsning om det låsta rummet (från romanen Den ihålige mannen 1935) och Queens stora gärning som tidskriftsutgivare (Ellery Queen's Mystery Magazine) har blivit viktiga delar av deckarhistorien. Det här stora antalet verk gjorde att genren utforskades och utvidgades rejält. Anthony Boucher menade att "de tre stora" var Christie, Carr och Queen, och har fått medhåll av flera andra deckarkännare.
Även andra tidskrifter fick stor påverkan på läsarna. Många författare började genom att skriva för de många pulp-tidningar som florerade i USA. Det var i sådana tidningar som författare som Dashiell Hammett, Erle Stanley Gardner och thrillerförfattaren Cornell Woolrich debuterade. Några av tidningarna var fokuserade på pusselgåtor, men eftersom efterfrågan var större än tillgången och pusselgåtor kräver större ansträngningar än "raka" berättelser om hur brottslingar åker fast, minskade så småningom utbudet. Till och med de författare som skrivit deckargåtor övergick så småningom till nästa stora genreförskjutning.

### Den hårdkokta realistiska åldern

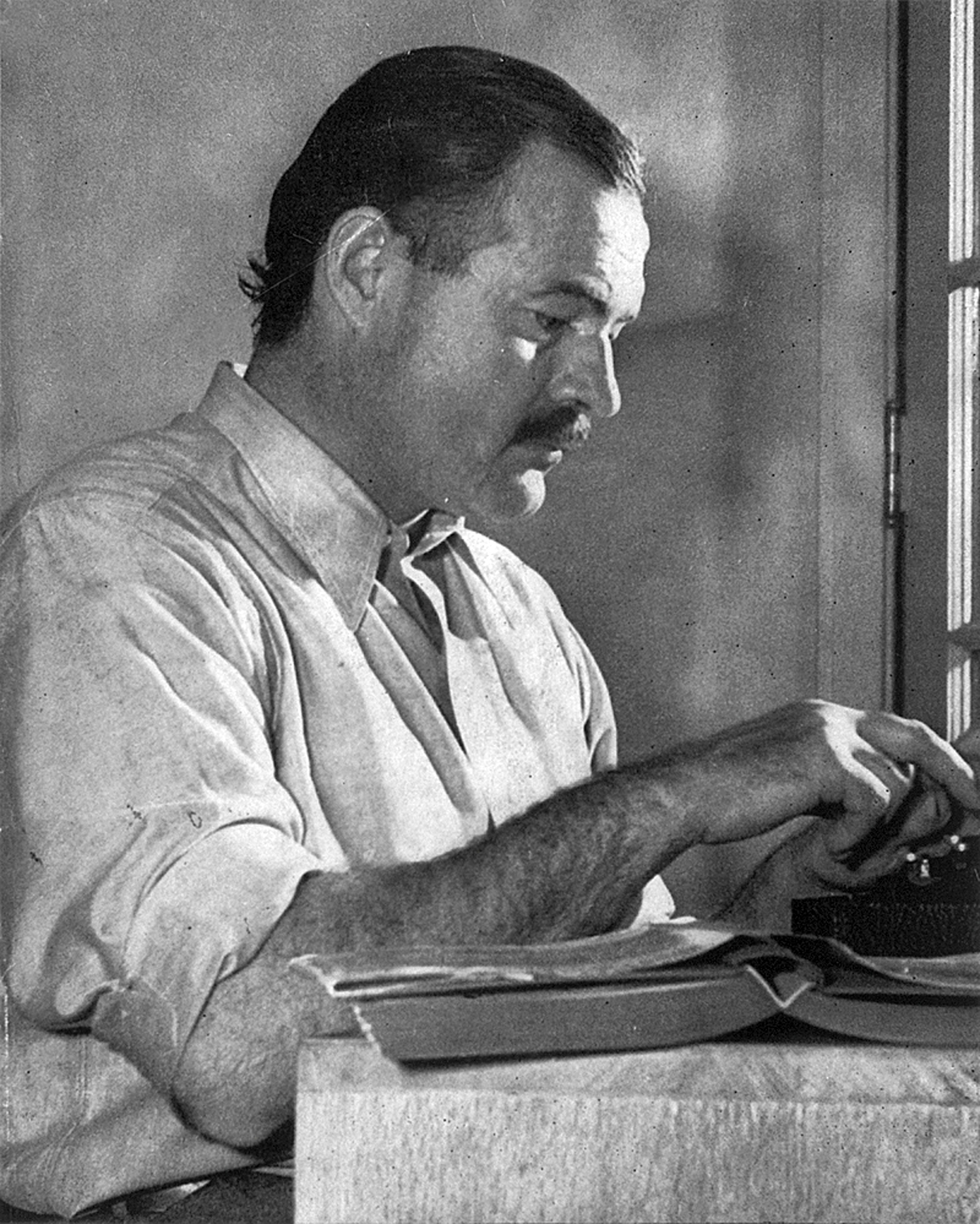
Ernest Hemingway var en stor inspiration för många hårdkokta deckare.

Delvis som en motreaktion på Agatha Christie och de andras intellektuella pussel, delvis som en följd av de alltfler deckarförfattare som bekände sig till mer vetenskapliga och realistiska brottsskildringar, såsom R. Austin Freeman, Freeman Wills Croft och Dorothy L. Sayers, dök det i Ernest Hemingways kölvatten upp fler och fler verklighetsnära skildrade privatdetektiver upp. Först ut var Dashiell Hammett med sina noveller under 1920-talet om en namnlös privatdetektiv som arbetade för The Continental Op. Raymond Chandler förklarade Hammetts insats så här: 
| ”                                                  | Hammett tog mordet från den venetianska vasen och tog det till bakgatorna, det behöver inte stanna där för alltid, men det var en bra idé ... Hammett gav mordet tillbaka till den typ av människor som gör det av en anledning, inte bara för att producera ett lik, och med de medel till hands, inte med duellpistoler, curare och tropiska fiskar. (Översatt från engelska.) | „ |
| – Raymond Chandler, The simple art of murder, 1950 | |   |

The Continental Op förekommer även i Hammets två första romaner Röd skörd (1928) och Förbannelsen (1929), men i Riddarfalken från Malta (1930) hade den hårdföre privatdetektiven Sam Spade huvudrollen. Hammet publicerade bara två ytterligare romaner, den sista 1934.
Raymond Chandler som debuterade 1939 med sin detektiv Philip Marlowe, kan ses som en direkt fortsättning på Hammetts författarskap. Termen "hårdkokt" kom att bli använd om den här sortens texter, där protagonisten lever ett farligt liv bland realistiska brott. Så småningom skulle den få sin motsvarighet i film noir-genren.
Andra författare vred den hårdkokta genren åt andra håll, såsom den bästsäljande Erle Stanley Gardner vars främsta huvudperson Perry Mason (debut 1933) är advokat.
Senare författare i denna genre är Bart Spicer (detektiv: Carney Wilde), Ross MacDonald (detektiv: Lew Archer, debut 1949). 
Den hårdkokta skolan fick ett uppsving under 1980-talet och 1990-talet i och med kvinnliga amerikanska författare som Sue Grafton (Kinsey Millhone), Sara Paretsky (V. I. Warshawski), och den brittiska Val McDermid (Kate Brannigan).

### Spioner och thriller
Efter andra världskriget kom allt färre pusseldeckare och hårdkokta deckare. Istället ökade thriller och spion-genrerna. Det hela började med att de kända deckarförfattarna långsamt övergick från att skriva bokserier om sina vanliga problemlösare till att skapa nya hjältar för varje bok. Snart försvann mysterie-elementet till förmån för spänningselementet. Därefter kom alltfler författare vars verk har enklare intrig och mer komplicerade rollfigurer, där brottslingarna är underjordiska gäng eller korrupta rika människor. Naturligtvis fick nazisterna också stå modell för många skurkorganisationer, ända fram till det kalla krigets början då kommunisterna tog över som urtypen för skurkar, åtminstone i västliga kriminalromaner. 
Men spion- och thrillergenren började tidigare. Vissa forskare, såsom Vincent Starrett, drar anorna ända till William Thackeray och Alexandre Dumas, medan genren fick sitt första renodlade verk i Erskine Childers Sandbankarnas gåta (1903). Den hyggligt realistiska Childers, och senare Joseph Conrad, fick till en början mestadels efterföljare i form av överdrivna kopior, såsom E. Phillips Oppenheim. Senare försökte den brittiske författaren Somerset Maugham återupprätta genren med spionhistorien Ashenden (1928) som räknas som ett av de första seriösa försöken att skildra en spions verklighet. Han efterföljdes bl.a. av Eric Ambler och Graham Greene omkring andra världskrigets utbrott 1939. Amblers bidrag var bland annat att fördjupa personteckningen och miljöskildringen, vilket gav hans romaner, som Dimitrios mask (1939), en grund i verkligheten som tidigare romaner ofta saknat. På filmduken var Alfred Hitchcocks filmer, såsom Repet (1954), Fönstret mot gården (1955) och I sista minuten (1959), mycket välbesökta och kretsade ofta kring personer som blivit falskt anklagade.
Under andra världskriget hade författarna rikligt med material att ösa ur. Författare som Manning Coles, Geoffrey Household och Helen MacInnes skildrade allt oftare Nazityskland och Mussolinis fascistiska Italien, ofta med goda doser antifascistisk propaganda. 
1953 kom den brittiske journalisten Ian Flemings första bok om den hemlige agenten James Bond. Bond-böckerna kom att bli beskrivna som en blandning av sex och sadism, och fick många efterföljare, framför allt efter 1962 när den första Bondfilmen Agent 007 med rätt att döda hade premiär. Bond är en i grunden romantisk äventyrsfigur, utan större realistiska drag.
Snart kom dock en motrörelse med John le Carré (debut 1961), Len Deighton (debut 1962) och Frederick Forsyth (skönlitterär debut 1971) som tre av de främsta företrädarna. De här författarna var inte lika romantiskt lagda utan använde den politiska thrillern för att undersöka vad det innebär att vara spion, något som Flemings Bond mestadels använder som en perifer del i sina äventyr. 
| ”                             | I kampen mellan öst och väst tillgrep de båda stora maktblocken vilka metoder som helst, och inte minst de s.k. sovande agenterna och "mullvadarna", dolda långt inne i underrättelseväsendenas hierarkier, kom att bli ofta återkommande teman i de tongivande författarnas inte sällan cyniska och kryptiska rapporter om en värld utan nåd. | „ |
| – Jan Broberg, Spionage, 1991 | |   |

Den stora vågen att skildra världskonflikterna i världen utanför Europa och Amerika kom dock av sig ganska snart, delvis på grund av bristen på kunskaper om Asien, Afrikas och Latinamerikas konflikthärdar. Dock finns det undantag, såsom Amblers Doktor Frigo (1976).

### Procedurskolan
Att skildra hur brott löses i verkligheten har alltid varit en del av deckargenren. Så kallade true crime där historierna bygger på verkliga brottsfall är bara en av möjligheterna. En annan är att använda de metoder som används i verkligheten för att lösa fiktiva brott. Fransmannen Georges Simenon började med sina 75 böcker om Kommissarie Maigret 1931. Hans vardaglige Maigret löser brott i hela Frankrike och får ofta resa till olika städer för att hjälpa den lokala polisen genom att studera de fysiska bevisen och sedan tålmodigt förhöra de misstänkta. Simenon fick flera efterföljare, inte minst Lawrence Treats V as in victim (1945).
| ”                  | Treat utvecklade en ramberättelse, som skilde sig från den traditionella deckarhistorien, där berättelsen kretsar kring en enda person, såsom Sherlock Holmes eller kommissarie Maigret. I Treats romaner finns det en grupp poliser med familjeproblem. De har konflikter inom avdelningarna, och arbetar underbemannade för många timmar. | „ |
| – Petri Liukkonen, | |   |

Genren blev allt större under 1950-talet med författare såsom Hillary Waugh och TV-serier såsom Dragnet. De mest kända namnen i den här subgenren är dock Ed McBain vars bokserie om poliserna vid det 87:e distriktet inspirerade Maj Sjöwall och Per Wahlöös tio "roman om ett brott" med Martin Beck som ledare för en grupp poliser i Stockholm. 
Med början i 1980-talet fick procedurskolan ett nytt uppsving på TV i och med serier såsom Spanarna på Hill Street (från 1981), Cagney och Lacey (från 1982), I lagens namn (från 1990) och Uppdrag: mord (från 1993).

### Genren blandas
Under mitten av 1970-talet avled de tre stora pusseldeckarförfattarna, Christie, Carr och Queen, och deckarkännarna Ivar Harrie och K. Arne Blom med flera menade att återväxten var tunn.
| ”                                                                                | Det kommer inte att födas fler Dupin, Holmes, Poirot, Marple. De är en orimlighet i vår tid. | „ |
| – K. Arne Blom "Deckarens gamla och nya kläder" i Ord om mord, Jan Broberg (red) |                                                                                              |   |

Undantag fanns i till exempel Peter Lovesey och Colin Dexter, vars debut år 1975 med Sista bussen till Woodstock, fick allt större uppmärksamhet efter att böckerna börjades filmas för TV under namnet Kommissarie Morse, men annars förde pusseldeckaren en tynande tillvaro. Genren fick bland annat stå pall för parodier såsom Gene Wilders film Sherlock Holmes' smarta brorsa (1975) och Neil Simons film Släpp deckarna loss, det är mord (1976).
Det betydde dock inte att deckargenren dog. Snarare tvingades genren att nischa sig mer, såsom Tony Hillerman (debut 1970) vars gåtor ofta hänger ihop med navajoindianernas kultur. En annan väg tog Helen McCloy som använde en närmast dokumentär stil som hämtar inspiration från verkliga händelser såsom Patty Hearst-affären och mutskandalen på flygbolaget Lockheed. Ytterligare en annan variant är Peter Van Greenaways ifrågasättande av auktoriteter i till exempel Judas (1972).
1980-talet inleddes med Rosens namn av Umberto Eco, en blandning av intellektuell roman, historielektion och teologiskt traktat, men som också innehåller en deckares alla ingredienser. Boken blev senare filmad med Sean Connery som William av Baskerville, vars namn återknyter till Sherlock Holmes-romanen Baskervilles hund. Åt andra hållet på tidslinjen gick Douglas Adams i sin Dirk Gentlys holistiska detektivbyrå (1987) som har starka drag av science fiction.

## Deckaren i Sverige

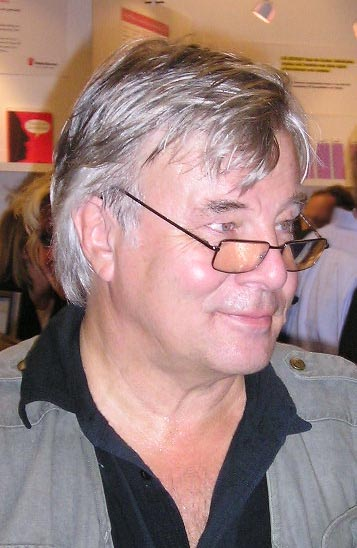
Jan Guillou har skrivit böckerna om spionen Carl Hamilton.

Under 1800-talet och början av 1900-talet var de flesta publicerade böckerna på svenska inom genren översättningar från engelska, franska och tyska. Sverige var dock tidigt ute med flera inhemska deckar-berättelser. En av de tidigaste är novellen Skällnora Qvarn från 1838 av Carl Jonas Love Almqvist och en annan är den tidiga Sherlock Holmes-pastischen av pseudonymen Sture Stig (1849-1913).
Kort före och under första världskriget uppträdde den första hela generationen av begåvade svenska kriminalförfattare. De främsta av dessa var Iwan Aminoff (1868-1928), S. A. Duse (1873-1933), Axel Essén (1880-1951), Harald Johnsson (1886-1936), Gösta Palmcrantz (1888-1978), Julius Regis (1889-1925), Gunnar Serner (1886-1947), Otto Witt (1875-1923) och Harald Wägner (1885-1925).
Den stora explosionen kom något senare än i England och USA med författare som Stieg Trenter, Maria Lang, Vic Suneson och H.-K. Rönblom. De debuterade på 1940- och 1950-talet, men blev aldrig några stora namn utomlands.
Under 1960-talet började däremot svenska deckare att uppmärksammas i och med att Maj Sjöwall och Per Wahlöös böcker om Martin Beck blev storsäljare över hela världen. Efter det har bland annat Jan Guillous spionromaner, Henning Mankell och Håkan Nessers polisromaner blivit översatta till flera andra språk. Andra framstående författare från 1970-talet och framåt är K Arne Blom och Uno Palmström.
Den första svenska TV-deckaren sägs vara Halsduken från 1962 (efter ett brittiskt original av Francis Durbridge).
Bland svenska detektivromaner för ungdomar kan nämnas Astrid Lindgrens böcker om Mästerdetektiven Kalle Blomkvist, Åke Holmbergs deckarparodier om Ture Sventon, Nils-Olof Franzéns böcker om Agaton Sax och Sivar Ahlruds böcker om Tvillingdetektiverna Klas och Göran Bergendahl.
Under 2000- och 2010-talen har Sverige fått ännu ett uppsving i kölvattnet på Stieg Larssons Millennium-trilogi. Larsson var själv deckarfantast och planerade sina böcker efter det klassiska deckarmönstret, fast i en modern miljö. Böckerna har senare filmats såväl i svensk som i amerikansk version. Andra författare som har sålt stora upplagor i Sverige och utomlands är Lars Kepler med sina böcker om Joona Linna och Saga Bauer, och Camilla Läckberg, vars böcker kretsar kring poliser i Fjällbacka. 
Se även: Svenska kriminalförfattare

## Genrens mottagande
Från att inledningsvis ha betraktats som en del av den skönlitterära genren, har deckargenren så småningom blivit en egen genre som senare har blivit såväl bespottad och trivialiserad som allvarligt tecknad och använd för sociala kommentarer. Det har varit en av de mest säljande genrerna genom tiderna och får ofta egna avdelningar i bokaffärer och bibliotek. Litteraturkritiker som Leslie Fiedler (i sin bok Cross the Border — Close the Gap, 1972), menar att det är orättvist att döma ut hundratusentals författare och böcker, baserat på vilken genre de tillhör och att det finns större spännvidd på kvaliteten inom genrerna.

### Sensationalism och våld
Eftersom deckarna i så hög grad handlar om mord och andra våldsamheter, menar kritiker att genren är våldsförhärligande, och att det kan göra läsarna mer våldsbenägna. (Jämför: diskussionen om underhållningsvåld.) 
Men inslaget av våld i de flesta deckare är ganska litet - ofta begränsat till en kort skildring i början av berättelsen. Undantaget är de hårdkokta deckarna och den psykologiska thrillern där våldet har en något mer framträdande roll. Tyngdpunkten ligger dessutom oftare på vad som händer efter våldet, och hur samhället bestraffar våldsverkare. Det rimmar illa med tanken att deckare skulle uppmuntra till våld.
Med tanke på att de flesta läsare är kvinnor i övre medelåldern – en grupp som traditionellt sett inte sammankopplas med större våldsverk – anser många deckarkännare att diskussionen snarast handlar om moralpanik.

### Platta figurer
Deckarförfattare har ofta anklagats för att inte verka bemöda sig om att skildra "verkliga" personer, utan bara schackpjäser som inte agerar realistiskt utan så att det ska passa intrigen.
Anklagelsen stämmer till viss del, men det finns flera orsaker till att det måste vara på det sättet – varav det främsta är att det skulle bli alldeles för lätt att gissa vem som är den skyldiga om rollfigurerna vore rundade, något som helt förtar nöjet med en såpass intellektuell lek som deckaren.
Agatha Christie, som är en av de författare som kritiserats hårdast för sina klichéartade uppsättning romanfigurer, är trots det en av de mest populära. Christie-forskare har därför menat att de platta figurerna är lättare att identifiera sig med för en större publik, eftersom de inte utestänger lika många tolkningar.

### Trovärdighetsproblem
Några av de frågor som återkommer gång på gång är: 
- Hur kan polisen tillåta att amatördetektiver lägger sig i de känsliga mordutredningarna?
- Varför skulle amatörerna vara skickligare än polisen?
- Hur kan det alltid vara den minst sannolike som begått brottet?
- Varför göra sig så mycket besvär för att döda någon?

Svaret är att deckare, liksom alla genrer, bygger på en rad konventioner. Musikal-genren till exempel innehåller konventionen att verkligheten ibland avbryts av musik. De konventionerna kan man tycka vad man vill om, och man kan kritisera dem, men de kommer troligen inte att förändras, eftersom genrerna bygger på regler som de flesta som är intresserade av den individuella genren önskar. Deckargenrens "regler" handlar bland annat om att lag och ordning besegrar brott och kaos. (Undantaget här är brottslingen som hjälte-subgenren.)

### Förutsägbarhet och rent spel
Formeln "Mord - Deckare förhör misstänkta och letar ledtrådar - Deckare upptäcker att den minst sannolika begått mordet och tar fast mördaren" är så inarbetad att det är lätt att förutsäga vad som ska hända.
Men just den formeln är nyckeln till deckargenrens framgång: med hjälp av få element (samt olika miljöer och litterära figurer) går det att skapa oändligt många variationer, ungefär som det går att skriva oändligt många musikaliska verk med ett begränsat antal hel- och halvnoter.
Deckarförfattare har ofta kritiserats för att bryta mot regeln att spela rent spel mot läsaren, att författaren fuskar med ledtrådarna så att läsaren inte kan lösa fallet innan lösningen presenteras.
Men gåtorna ska vara svårlösta, och det innebär bland annat att författarna väver in ledtrådarna lite för mycket, men i de flesta fall går det att hitta ledtrådarna om man vänjer sig vid författarens sätt att berätta.
Dock är det inte alla författare som spelar rent spel med läsaren. Det är inte alla författare vars intriger hänger ihop logiskt. Men det behöver inte vara ett hinder för att läsaren ska känna sig underhållen. Som alltid har läsaren valt genren själv, och kan välja på nytt om det första valet inte föll till belåtenhet.

### Sociala och psykologiska kommentarer
Några deckarförfattare har fått positiva omdömen för att ha använt deckargenren för att belysa ett särskilt socialt problem eller en psykologisk verklighet. Författarparet Sjöwall Wahlöö använde till exempel sina "tio romaner om ett brott" för att skildra hur det svenska samhället förändrades under tio år, när polisen förstatligades, fler människor hamnade i utanförskap och Stockholms arkitektur förändrades.